# Питсбург пенгвинси
Питсбург пенгвинси (енгл. Pittsburgh Penguins) су амерички хокејашки клуб из Питсбурга. Такмиче се у Националној хокејашкој лиги (НХЛ)-у. уМетрополитен дивизији Источне конференције. Боје клуба су црна, златна и бела. Као домаћини утакмице играју у ППГ пеинтс арени капацитета 18.087 места. 
Основани током проширења лиге 1967. године, Пингвини су се квалификовали за шест финала Стенли купа, освојивши трофеј пет пута – 1991, 1992, 2009, 2016. и 2017. године. Заједно са Едмонтон Ојлерсима, Пингвини држе рекорд за највише освојених Станли купова међу тимовима ван „Оригинална шесторка” и заузимају шесто место укупно. Освајањем Стенли купа 2016. и 2017. године. Неколико бивших чланова тима уврштено је у Кућу славних, укључујући Марија Лемјуа, који је купио Пингвине 1999. године и извео клуб из банкрота. Лемију, Јаромир Јагр, Сидни Крозби и Јевгениј Малкин освојили су Хартов меморијални трофеј док су играли за Питсбург.

## Историја

### Ране године (1967–1984)
Пре пингвина, Питсбург је био дом НХЛ екипе Питсбург пиратса од 1925. до 1932. године и АХЛ екипе Питсбург хорнетса од 1930. до 1967. године. У пролеће 1965. Џек Макгрегор, државни сенатор у Китанинг, почео је кампању како би довео НХЛ тим у Питсбург. Сенатор је формирао групу људи која је обухватала локалне инвеститоре укључујући Хенри Џон Хајнца III власника Х. Џ. компаније, Арта Рунија власника НФЛ тима Питсбург стилерса и Ричарда Мелоуна Скејфа. Проширење лиге 1967. је зависило од гласова Оригиналне шесторке.
Труд се исплатио, и 8. фебруара 1966, Национална хокејашка лига је одлучила да омогући Питсбургу да наступи у лиги у сезони 1967/68. Пингвини су платили 2,5 милиона долара (17,4 милиона данас) за улазак и 750.000 долара (5,2 милиона данас) за почетне трошкове. Капацитет Цивик арене је повећан са 10.732 на 12.500 места. Пингвини су такође платили накнаду за обештећење како би се намирили са Детроит Ред вингсима, који су поседовали франшизу Питсбург хорнетса. За председника је изабран Макгрегор, а он је представљао Питсбург на управном одбору НХЛ лиге. На конкурсу изабран је надимак „Пенгвинс“ (пингвини), а за грб клуба је изабран пингвин испред троугла који симболизује „Златни троугао“, центар Питсбурга.
Први генерални директор пингвина Џек Рајли отворио је 13. септембра 1967. први предсезонски камп клуба у Брантфорду у Канади, а 23. септембра 1967. су одиграли прву пријатељску утакмицу против Филаделфија флајерса.
Председник лиге Кларенс Кембел и председник клуба Џек Макгрегог су свечано бацањем пака отворили утакмицу против Монтреал канадијанса. Пенгвинси су 21. октобра 1967. постали први тим који је победио неког из Оригиналне шесторке, победом од 4:2 над Чикаго блекхоксима. Међутим екипа није успела да се пласира у плеј-оф, остваривши трећи најгори резултат у лиги. (27–34–13) Најбољи играч тима је био голман Лес Бинкли, који је имао 2.88 примљених голова по утакмици, а био је други у лиги са шест утакмица без примљеног гола. Одбрамбени играч Кен Шинкел је једини представљао Питсбург на Ол-стар утакмици. Батгејт је предводио екипу са 59 поена, али се повукао на крају сезоне. Макдоналд који је био први стрелац екипе и други по броју остварених поена напустио је клуб на крају сезоне и отишао у Сент Луис у замену за Луиса Анготија. Следеће сезоне, 1968-69, били су најгори тим лиге.

#### Први пут пласман у плеј−оф и трагедија Мишела Бријера
На драфту 1969. године, Пингвини су изабрали Мишела Бријера, који је, иако изабран као 26. пик, убрзо почео да се пореди са Филом Еспозитом и Бобијем Кларком. Придружио се тиму у новембру и завршио сезону као други најбољи стрелац међу новајлијама у НХЛ-у (иза Бобија Кларка) са 44 поена (57. место укупно) и трећи по учинку у Пингвинима. Бријер је заузео друго место у гласању за Калдеров меморијални трофеј за најбољег новајлију године, иза голмана Чикага, Тонија Еспозита. Бријер је предводио Питсбург до првог пласмана у НХЛ плеј-оф од времена Пирата 1928. године. Пингвини су у четвртфиналу победили Оукланд силсе са 4:0 у серији, а Бријер је постигао одлучујући гол у продужетку за пролазак. У полуфиналу, актуелни шампион конференције, Сент Луис блуз био је успешнији од Пингвина у шест утакмица. Бријер је предводио тим у плеј-офу по броју поена, забележивши пет голова (укључујући три победоносна) и осам поена. Пингвине је недуго затим задесила велика трагедија. Дана 15. маја 1970, Бријер је доживео саобраћајну несрећу у свом родном Квебеку, задобивши тешке повреде мозга и упавши у кому из које се никада није пробудио. Преминуо је годину дана касније. Његов дрес са бројем 21 никада није поново коришћен и остао је ван употребе све до његовог званичног повлачења 2001. године.
У сезони 1970/71, Пингвини су завршили са скором 21–37–20, што је био четврти најгори резултат у лиги. Питсбург је обезбедио пласман у плеј-оф 1972. године, али су их Чикаго белкхокси елиминисали у првој рунди. Осим неколико играча попут Кена Шинкела, Проновоста, Сила Апса млађег, Кита Мекририја, Брајана Вотсона и голмана Леса Бинклија, тим је имао оскудан таленат, али довољан да стигне до плеј-офа 1970. и 1972. године.
Пингвини су се борили са Калифорнија Голден силсима за последње место у дивизији 1974. године, када је Рајли отпуштен са места генералног менаџера и замењен Џеком Бутоном. Бутон је кроз размене довео Стива Дурбана, Аба Демарка, Боба Келија и Боба Парадиса. Ови кадровски потези су се показали успешним, и тим је побољшао свој скор на 28–41–9, иако су и даље били девет поена удаљени од пласмана у плеј-оф.
Међутим, почетком 1975. године, повереници Пингвина захтевали су исплату заосталих дугова, што је приморало тим на банкрот. Канцеларије тима су закључане, и изгледало је као да ће Пингвини престати да постоје или ће се преселити.  У исто време, појавиле су се гласине да ће Пингвини и Калифорнија Голден силси бити премештени у Сијетл и Денвер, два града која су требало да буду део проширења за сезону 1976/77. Захваљујући интервенцији групе у којој је био и бивши тренер Минесота Норт старса, Рен Блер, спречено је да се тим угаси и остао је у Питсбургу, а касније га је купио магнат тржних центара Едвард Џ. Дебартоло старији.

#### Пласмани у плеј-оф и промена дресова (1974–1982)
Средином 1970-их, Питсбург је имао јаку офанзивну линију коју су чинили Сил Апс, Ловел Мекдоналд и Жан Проновост. Године 1975. били су близу полуфинала, али су их Њујорк ајландерси избацили из плеј-офа након што су Пингвини водили са 3−0 у победама. Како су 1970-те одмицале, просечна одбрана тима умањивала је успех Пингвина. Баз Бастијен, бивши тренер и генерални менаџер АХЛ-ових Хорнетса, касније је постао генерални менаџер Пингвина. Пингвини су пропустили плеј-оф у сезони 1977–78. Бастијен је мењао вредне драфт пикове за неколико играча који су већ били у заласку каријере, што је довело до тога да тим трпи последице почетком 1980-их. Деценија се завршила пласманом у плеј-оф 1979. године и узбудљивом победом у првој рунди против Бафало сејберса, пре него што су их Бостон бруинси елиминисали у другој рунди. 
Пингвини су започели 1980-е променом тимских боја. У јануару 1980. године, тим је прешао са плаво-беле боје на данашњу комбинацију црне и златне, у част осталих спортских тимова из Питсбурга, Питсбург пајратса и Питсбург стилерса, као и заставе Питсбурга. И Пајратси и Стилерси су деценијама носили црну и златну боју и оба тима су освајала првенства. Бостон бруинси су протестовали против ове промене боја, тврдећи да имају монопол на црну и златну, али су Пингвини одбранили свој избор. Пингвини су званично дебитовали у црно-златним униформама у утакмици против Сент Луис блуза у Цивик Арени 30. јануара 1980. године. На леду, Пингвини су започели 1980-е са одбрамбеним играчем Рендијем Карлајлом и продуктивним стрелцима Полом Гарднером и Мајком Булардом, али са мало других квалитетних играча.
Током раног дела деценије, Пингвини су стекли навику да буду тежак противник за тимове са вишим носиоцима у плеј-офу. Године 1980, 13. носиоци Пингвини су довели Бостон брјинсе до крајње границе у серији прве рунде плеј-офа. Следеће сезоне, као 15. носиоци, изгубили су одлучујућу утакмицу прве рунде у продужетку против великог фаворита, Сент Луис блуза. Затим, у плеј-офу 1982. године, Пингвини су имали вођство од 3–1 у петој и одлучујућој утакмици своје плеј-оф серије против актуелних шампиона, Њујорк ајлендерса. Међутим, Ајлендерси су се вратили, изборили продужетак и победили серију голом Џона Тонелија, који је претходно изједначио резултат. Ово је била последња појава Пингвина у плеј-офу све до 1989. године.

### Ера Лемјуа−Јагр
Тим је имао најгори скор у лиги током сезона 1982–83 и 1983–84. Суочени са финансијским проблемима, изгледало је да ће Пингвини или престати да постоје или се преселити. Марио Лемју, један од највише хваљених НХЛ драфт пикова у историји, требао је да буде изабран као први пик на НХЛ драфту 1984. године. Играјућу КМЈХЛ лиги имао учинак од 282 поена (133 гола и 149 асистенција), након чега је добио надимак Супер Марио. Како се сезона ближила крају, испред Њу Џерзи девилса, који су били на последњем месту, Пингвини су направили неколико упитних потеза који су на кратак рок ослабили тим. Забележили су три серије од по шест утакмица без победе у последњих 21 меча сезоне и тиме стекли право да бирају Лемјуа на драфту, упркос протестима менаџмента Девилса. Тренер Питсбурга Лу Анготи касније је признао да је свесна одлука донета да заврше сезону као тим са најгорим скором, рекавши у интервјуу за Pittsburgh Post-Gazette да је током једног ручка у средини сезоне донет план, јер је постојала велика шанса да франшиза пропадне ако Лемју не буде изабран.
Остали тимови су нудили велике пакете размене за тај драфт пик, али Пингвини су задржали право избора и изабрали Лемјуа као првог. Марио Лемју ће у наредном периоду постати икона Питсбурга, иако је на почетку био незадовољан доласком у Питсбург, јер је као и већина Канађана у то време желео да игра у Монтреал канадијансима. Дан 9. јун 1984 се сматра почетком ере Марија Лемјуа које ће Пингвинима донети два Стенли купа 1991 и 1992. године. Лемју је одмах донео резултате, постигавши гол у свом првом ударцу у првом НХЛ мечу. Међутим, тим је провео још четири године без пласмана у плеј-оф након његовог доласка. Крајем 1980-их, Пингвини су коначно обезбедили Лемју јаку подршку, доводећи суперталентованог одбрамбеног играча Пола Кофија из Едмонтон ојлерса (након што су Ојлерси освојили Стенли куп 1987) и младих талената попут стрелаца Кевина Стивенса, Роба Брауна и Џона Калена из мањих лига. Тим је коначно набавио врхунског голмана, довођењем Тома Бараса из Бафала. Током сезоне 1985–86, Пингвини су пропустили плеј-оф последњег дана сезоне, за само једну утакмицу. У сезони 1986–87, пропустили су плеј-оф за две утакмице, док су четири тима са једнаким или лошијим скором обезбедила пласман. У сезони 1987–88, по други пут заредом, Пингвини су пропустили плеј-оф за само једну утакмицу.
Године 1989, Питсбург је коначно пробио баријеру и пласирао се у плеј-оф, уз Лемјуа који је предводио лигу по броју голова, асистенција и поена. Дана 31. децембра 1988, Лемју је постао једини играч у историји који је постигао гол у свих пет могућих ситуација у истој утакмици (из игре, са играчем мање, из казненог ударца, са играчем више и у празну мрежу). Пингвини су победили Њујорк ренџерсе у четири меча у првој рунди плеј-офа; међутим, Филаделфија флајерси су их зауставили у другој рунди. Пораз у седам утакмица обележио је Лемјуов учинак од пет голова у петом мечу.

#### Узастопне титуле Стенли купа (1989–1997)
Дискус хернија у Лемијевим леђима прекинула је његову сезону 1989–90, иако је у том тренутку сакупио 123 поена у 59 утакмица. Међутим, Пингвини су испали из трке за плеј-оф. У предсезони 1990. одлучили су да ојачају свој тим и пруже подршку Лемју. Довођење слободних агената (Брајан Тротије) и размене играча (Џо Малин, Лари Марфи, Рон Франсис и Улф Самуелсон) одиграли су велику улогу у овоме. Међутим, вероватно најзначајнији потез у том периоду био је када су Пингвини на драфту НХЛ-а 1990. са петог места изабрали Јаромира Јагра. Као први играч из Чехословачке који је изабран у НХЛ без претходног пребега на Запад, Јагр је постао други играч франшизе Пингвина и брзо се развио у офанзивну суперзвезду. Преуређивање тима кулминирало је освајањем прве титуле Стенли купа, победом над Минесота Норт старсима у финалу у шест утакмица, што је крунисано победом од 8–0 у одлучујућем мечу, највећом разликом у финалној утакмици Стенли купа у више од 80 година. Након финала Стенли купа 1991, Пингвини су се састали са председником Џорџом Х. В. Бушом, постајући први НХЛ тим који је посетио Белу кућу. Следеће сезоне, тим је изгубио тренера Боба Џонсона због рака, а тренерску функцију преузео је Скоти Боуман. Под Боуманом, Пингвини су победили Чикаго блекхоксе и поновили успех као шампиони Стенли купа у сезони 1991–92.
Дијагноза рака поново је погодила Пингвине 1993. када је Мариу Лемију дијагностикована Хоџкинова болест. Само два месеца након дијагнозе, пропустивши 24 од 84 утакмице, вратио се и освојио свој четврти Арт Росов трофеј као најбољи стрелац са 160 поена, надмашивши Пета ЛаФонтена и Адама Оутса. Упркос проблемима ван терена, Пингвини су сезону завршили са скором 56–21–7, што је био најбољи регуларни учинак у историји франшизе, освојивши Председнички трофеј. Након Лемијуовог повратка, тим је играо боље него икад, победивши у рекордних 17 узастопних утакмица НХЛ-а. Упркос свим успесима, плеј-оф 1993. завршио се у дивизијском финалу када су Њујорк ајландерси елиминисали Пингвине у седам утакмица.
Пингвини су током 1990-их наставили да буду снажан тим. Звездама из година освајања Стенли купа придружили су се играчи као што су нападачи Алексеј Ковалјов, Мартин Страка, Алексеј Морозов, Роберт Ланг и Петр Недвед, као и одбрамбени играчи Сергеј Зубов, Дариус Каспарајтис и Кевин Хачер. Иако је многи играчи са ростера који је освојио Станли куп напустили тим, Пингвини су задржали довољно талента да се пласирају у прву рунду плеј-офа 1994. (када су изгубили од Вашингтон капиталса у шест утакмица), у другу рунду 1995. (када су изгубили од Њу Џерзи девилса у пет утакмица) и у финале конференције 1996. (када су изгубили од Флорида Пантерса у седам утакмица). Плеј-оф 1997. означио је прекретницу, када су Пингвини елиминисани у првој рунди од Филаделфија флајерса у пет утакмица.

#### Пензионисање Мариа Лемјуа и  његов повратак (1997–2001)
Дана 6. априла 1997. године, франшизу је потресла вест да је Марио Лемју, наводећи сталне здравствене проблеме и незадовољство начином на који се суђење у НХЛ-у спроводи, најавио да ће се повући по завршетку плеј-офа 1997. године. Лемју је уживао толико поштовање у НХЛ-у, а његова достигнућа током каријере била су толико велика да је примљен у Кућу славних хокеја исте године када се повукао, без уобичајеног трогодишњег периода чекања. Његов одлазак био је први у низу догађаја који су поново довели Пингвине до застоја у регуларној сезони и на ивицу финансијског колапса.
Монтреал канадијанси су елиминисали тим у првој рунди плеј-офа 1998. године, иако су Пингвини били други носилац на Истоку. Наредне године, њихова плеј-оф кампања завршена је у другој рунди након пораза од Торонто мејпл лифса у шест утакмица. Године 2000, Пингвини су приредили велико изненађење елиминисавши Вашингтон капиталсе, који су били један од фаворита, резултатом 4–1 у првој рунди, али су потом у другој рунди испали од Филаделфија флајерса резултатом 4–2.
У то време, високи уговори који су били додељени током раних 1990-их почели су да стижу на наплату за Пингвине. У једном тренутку, тим је дуговао преко 90 милиона долара бројним повериоцима, што је навело тадашње власнике, Хауарда Болдвина и Мориса Белцберга (који су купили Пингвине након њихове прве титуле Станли купа), да замоле играче да одложе исплату својих плата како би помогли у измиривању дугова. Када су одложене плате коначно дошле на наплату, заједно са другим финансијским притисцима, Пингвини су били приморани да у новембру 1998. године поднесу захтев за банкрот по Члану 11.

## Дворана
Консол енерџи центар (енгл. Consol Energy Center) је спортска дворана у Питсбургу. Капацитет дворане је 18.087 места.
Изградња дворане је почела 14. августа 2008. године, а хала је завршена 1. августа 2010. године. Дворана је свечано отворена 22. септембра 2010. у предсезонском мечу против Детроит ред вингса у којем су Питсбург пенгвинси победили 5:1.

## Трофеји
| Стенли куп           | Првак | 5 | 1990/91, 1991/92, 2008/09, 2015/16, 2016/17.                                    |
| Источна конференција | Првак | 6 | 1990/91, 1991/92, 2007/08, 2008/09, 2015/16, 2016/17.                           |
| Председнички трофеј  | Првак | 1 | 1992/93.                                                                        |
| Дивизија             | Првак | 9 | 1990/91, 1992/93, 1993/94, 1995/96, 1997/98, 2007/08, 2012/13, 2013/14, 2020/21 |

## Повучени бројеви играча
| Повучени бројеви играча Питсбург пенгвинса |              |          |                  |                   |
| Беој                                       | Играч        | Позиција | Каријера         | Датум повлачења   |
| 21                                         | Мичел Бриер  | Н        | 1969–70          | 5. јануар 2001    |
| 66                                         | Марио Лемју  | Н        | 1984–97, 2000–06 | 19. новембар 1997 |
| 68                                         | Јаромир Јагр | Н        | 1990–01          | 18. фебруар 2024  |